# Pedro de Igual
Pedro de Igual fue un diplomático y cónsul español en China, durante el período 1939-1940.[cita requerida]
El gobierno franquista quería recuperar lazos con China dado el desconocimiento de lo que ocurría allí, por lo que decidió destinar como diplomático en Shanghái, sin objetivo alguno, a Pedro de Igual. El Guomindang o Kuomintang (literalmente  Partido Nacionalista Chino) no lo reconoce dadas las relaciones que mantenía el partido con la República española. Al no ser reconocido el gobierno de Franco por el Guomindang, Igual tuvo muchas dificultades oficiales, como la no validez de sus mensajes, problemas en las aduanas o la censura de su correo en Hong Kong.
Tras la guerra civil en Filipinas, y con la ayuda del embajador británico en China, sir Archibald Clark Kerr, y el cónsul italiano, el comandante Neyrone, finalmente Igual fue aceptado en su cargo, y bajo los consejos de Neyrone se pudo designar a Igual como ministro y cónsul general; es decir, juntando las funciones consular y diplomática.